# Gulo (Bømlo)
Gulo est une île norvégienne du comté de Hordaland appartenant administrativement à Bømlo.

## Description
Rocheuse et désertique, à fleur d'eau, elle s'étend sur environ 301 m de longueur pour une largeur approximative de 207 m. 